# Prise de Menin (1578)
- Chronologie de la guerre de Quatre-Vingts Ans
- Valenciennes
- Austruweel
- Rheindalen
- Heiligerlee
- Jemmingen
- Jodoigne
- Brielle
- 1er Flessingue
- Malines
- Goes
- Mons
- Haarlem
- 2e Flessingue
- Borsele
- Zuiderzee
- Alkmaar
- Leyde
- Reimerswaal
- Mook
- Lillo
- Zierikzee
- 1er Anvers
- 1er Bréda
- Gembloux
- Rijmenam
- 1er Deventer
- Maastricht
- 2e Bréda
- Açores
- 2e Anvers
- 3e Anvers
- Boksum
- Zutphen
- 1er Berg-op-Zoom
- Gravelines
- 3e Bréda
- 2e Deventer
- Groningue
- Huy
- 1er Groenlo1
- 2e Groenlo
- Turnhout
- Nieuport
- Ostende
- L'Écluse
- 3e Groenlo
- Saint-Vincent
- Gibraltar
- Saint-Vincent (1621)
- 2e Berg-op-Zoom
- 4e Bréda
- 4e Groenlo
- Matanzas
- Bois-le-Duc
- Abrolhos
- Slaak
- Maastricht
- 5e Bréda
- Cabañas
- Calloo
- Les Downs
- Saint-Vincent (1641)
- Hulst
- Cavite

La prise de Menin, le 1er octobre 1578, est un épisode de l'insurrection des Pays-Bas contre Philippe II, qui intervient à la suite de la défaite de l'armée des États généraux face au gouverneur général Juan d'Autriche à Gembloux (31 janvier 1578). 
Cette défaite pousse plusieurs membres de la noblesse catholique à se désolidariser des États généraux, notamment Emmanuel de Lalaing, baron de Montigny, à la tête du parti des Malcontents. Replié dans sa province d'origine, le comté de Hainaut, il s'empare de la ville de Menin dans le comté de Flandre, ce qui le met en situation de conflit avec les calvinistes de la république de Gand.

## Contexte
Avant de rejoindre l'insurrection, Menin est une ville ouverte. Ce sont les calvinistes de la république de Gand, instaurée en septembre 1577, qui décident de la fortifier. Un mur d'enceinte en terre est érigé avec un fossé et des palissades percées de trois portes (les portes d'Ypres, de Bruges et de Courtrai), tandis que la quatrième (la porte de Lille) ouvre sur la Lys.
À cette date, les insurgés de Guillaume d'Orange tiennent les comtés de Hollande et de Zélande, dont Guillaume est stathouder, ainsi que plusieurs villes ; les États généraux, siégeant en permanence à Bruxelles, tiennent le duché de Brabant (dans l'ensemble) ; le gouverneur général, Juan d'Autriche, se trouve à Namur, mais il dispose de peu de forces, jusqu'à ce qu'en décembre, il reçoive des renforts sous le commandement d'Alexandre Farnèse. 
L'armée des États généraux et celle de don Juan livrent bataille le 31 janvier 1578 à Gembloux : c'est une victoire pour les troupes de Philippe II ; au contraire, la défaite suscite des dissensions dans le camp des États, où plusieurs officiers sont accusés de négligence, voire pire. 
Emmanuel de Lalaing, qui n'est pas accusé, préfère cependant quitter l'armée et se retire dans le Hainaut, puis se rend à Alençon pour rencontrer le frère du roi de France Henri III, le duc François d'Anjou (qui est aussi duc d'Alençon). En juillet, une expédition française arrive à Mons (12 juillet 1578). Cette opération visant à créer un nouveau parti, les Malcontents, ayant eu lieu contre l'avis des États, ceux-ci cessent de financer les troupes d'Emmanuel de Lalaing. 
Il décide alors d'attaquer Menin, pour protester contre le manque de solde de son régiment, mais aussi contre le comportement des Gantois, qui ne respectent pas les principes de tolérance religieuse définis en 1576 (pacification de Gand).

## Le siège et la prise de Menin
Emmanuel de Lalaing attaque à la tête d'un régiment de soldats wallons mutinés de l'armée des États (nl). 
La ville est prise le 1er octobre, le jour même où Juan d'Autriche meurt près de Namur, laissant la place de gouverneur général à Alexandre Farnèse.

## Conséquences
Après la prise de la ville, elle sert de base à Emmanuel de Lalaing pour lancer des raids dans la campagne flamande.
Alexandre Farnèse profite de cet appui pour reconquérir les villes côtières de Dunkerque, Nieuport et Dixmude en juillet et août. Il met ainsi fin à la navigation anglaise et hollandaise depuis Dunkerque.
La prise de Menin entraîne une guerre ouverte entre les Malcontents d'une part, l'armée des États et le comté de Flandre de l'autre. Lalaing conquiert Cassel, Wervicq et Boezinge avec d'autres Malcontents.
La population de Menin part en masse pour la Hollande (notamment Haarlem) à partir de 1578, provoquant un déclin économique : l'industrie textile diminue de moitié dans les dix années qui suivent cet exode.
Les Gantois, se méfiant des trahison, agissent de plus en plus durement à l'encontre les catholiques. Ils interrompent également le financement de la Généralité jusqu'à ce que le dernier soldat wallon mutiné soit expulsé de Flandre.[pas clair]

## Suites: l'union d'Arras et le traité d'Arras
Le gouverneur général remporte un premier succès diplomatique lorsque, le 6 janvier 1579, les comtés de Hainaut et d'Artois signent l'union d'Arras, affirmant leur loyalisme envers Philippe II et leur soutien absolu à la seule religion catholique.
Le 17 mai 1579, les États de Hainaut et d'Artois, ainsi que ceux de Lille, Douai et Orchies, signent le traité de réconciliation avec Philippe II dans l'abbaye Saint-Vaast. Celui-ci stipule que 
- les privilèges des provinces et des villes seraient maintenus tandis que
- le catholicisme et l'autorité royale seraient préservés,
- la Pacification, l'Union de Bruxelles et l'Édit perpétuel confirmés,
- tous les soldats étrangers partiraient pour être remplacés par une armée de recrutement local,
- les citadelles et autres les forteresses seraient remises aux autorités locales. Et après six mois, un prince du sang agirait comme gouverneur. En réponse à cela, l'Union d'Utrecht serait fermée dans les régions du nord. Certaines villes flamandes et brabançonnes avaient également adhéré à cette union.[réf. nécessaire]

Ceux que cette tournure des évènements n'agréait pas se sont unis en tant sous le nom des Malcontents.

## Destin ultérieur de Menin
Menin reste sous l'autorité des mécontents jusqu'au 22 octobre 1579. La ville est alors reprise depuis Courtrai par des troupes écossaises et ramenée sous l'autorité des États sous le commandement de l'Écossais Henry Balfour (nl). 
En 1582, Menin est reprise par l'armée d'Alexandre Farnèse. C'est le début d'une grande offensive, qui va le mener jusqu'à la prise d'Anvers en août 1585.